# Bekkay Harrach
Bekkay Harrach (* 4. September 1977 in Berkane, Marokko; † 2010 in Afghanistan) war ein deutsch-marokkanischer Islamist und ein mutmaßliches Mitglied von al-Qaida. Er wurde durch Videobotschaften bekannt, in denen er 2009 unter dem Pseudonym „Abu Talha, der Deutsche“ Terrordrohungen gegen Deutschland aussprach. Laut zwei unterschiedlichen Meldungen soll er im Jahr 2010 bei Gefechten in Afghanistan ums Leben gekommen sein.

## Leben
Harrach kam 1981 im Zuge einer Familienzusammenführung nach Deutschland und wuchs in Bonn-Tannenbusch auf; seit 1997 war er im Besitz der deutschen Staatsbürgerschaft. Als Jugendlicher verkehrte er im Umfeld der Bonner König-Fahd-Akademie, verließ nach der 10. Klasse das Gymnasium und absolvierte das Fachabitur nach zwei Jahren Fachoberschule. 2002 schrieb er sich an der Fachhochschule Koblenz für Lasertechnologie und Wirtschaftsmathematik ein, wurde 2004 jedoch exmatrikuliert. Harrach arbeitete danach in dem Call Shop „Casablanca“ in Tannenbusch. Er soll in einer Moschee und in Islam-Seminaren von salafistischen Predigern radikalisiert worden sein. Schon 2003 begab er sich in das Westjordanland, wo er in Hebron bei einem Gefecht durch israelische Soldaten verwundet wurde. Im Jahr 2004 soll er sich erst in den Irak und dann nach Syrien abgesetzt haben und vorübergehend in Haft gewesen sein. Harrach soll in verschiedenen Bonner Moscheen verkehrt haben, in der Al-Muhajirin-Moschee, der Bonn-Beueler Al-Muhssin-Moschee und in der Ar-Rahma-Moschee in Pennenfeld war Harrach sogar stellvertretender Vorsitzender des Moscheevereins von März 2006 bis März 2007. Auch rief er 2006 namentlich zu einer Demonstration gegen die Mohammed-Karikaturen in Bonn auf. Laut Bundesanwaltschaft wurde Harrach in Deutschland von dem später zu acht Jahren Haft verurteilten hochrangigen Al-Qaida-Mitglied Aleem Nasir aus Germersheim für das Terrornetzwerk angeworben. Nach Erkenntnissen des Bundeskriminalamtes reiste Harrach 2007 von Deutschland aus in ein Ausbildungslager im pakistanisch-afghanischen Grenzgebiet („Terrorcamp“), wo er Kontakt zu den höchsten al-Qaida-Führungskreisen aufgenommen habe.
Harrach war mit einer zum Islam konvertierten Deutsch-Polin verheiratet, mit der er seit Juni 2007 einen Sohn hatte und die ihm im Mai 2008 nachreiste. Zuvor hatte seine Ehefrau eine Fehlgeburt erlitten. Dieses Kind sollte Talha heißen. Nach ihm nannte sich Harrach „Abu Talha“, Vater von Talha.
Ab Januar 2009 ermittelte die Bundesanwaltschaft gegen Harrach wegen Mitgliedschaft in einer terroristischen Vereinigung.
Im Mai 2009 wurde er auf die UN-Terrorliste gesetzt, im Oktober 2009 auf die Sanktionsliste des amerikanischen Finanzministeriums.
Laut ungesicherten Geheimdienst-Informationen gegenüber den Medien soll Harrach im August 2010 bei einem Luftschlag durch eine US-Drohne im Grenzgebiet zu Pakistan getötet worden sein.
Im Januar 2011 wurde sein Tod in einem Kommunique der Islamischen Bewegung Usbekistan (IBU) bestätigt, demzufolge Harrach in einem selbstmörderischen Angriff auf die Festung von Bagram in Afghanistan ums Leben gekommen sei.

## Drohvideos
Bekannt wurde Harrach durch fünf Drohvideos gegen die Bundesrepublik, die er unter seinem Pseudonym „Abu Talha, der Deutsche“ aus Wasiristan sendete. Das erste Video („Das Rettungspaket für Deutschland“) wurde im Januar 2009 veröffentlicht und wie zwei weitere Harrach-Videos von der Medienproduktionsfirma „As-Sahab“ autorisiert, die Botschaften von al-Qaida verbreitet. In der halbstündigen Aufnahme drohte Harrach Deutschland wegen seiner Beteiligung am NATO-Einsatz in Afghanistan mit Anschlägen. Die Überlegenheit von al-Qaida versuchte Harrach anhand einer Kurvendiskussion zu beweisen und durch Gleichnisse mit Glasperlenketten und Primzahlen („Taliban und Al-Qaida sind wie eine Primzahl, die nur durch sich selbst oder durch eins teilbar ist“). Harrachs Auftritt in Kampfmontur mit RPG, Maschinengewehr und verhülltem Gesicht sowie einem merkwürdig betulichen Sprachduktus und eindrücklicher Gestik wurde als eine Einladung für Spötter verstanden und in Satirevideos persifliert.
Das zweite Video, eine etwa 45 Minuten lange Ansprache mit Standbild unter dem Titel „Der Islam und die Finanzkrise“, tauchte im Februar 2009 auf. Darin kritisierte er den Kapitalismus und deutete die Finanzkrise ab 2007 als Strafe Gottes für die Nichtbeachtung des Korans. Deutschland werde, so Harrach, von „Allahs Strafe“ getroffen, wenn sich das Land nicht „vom Übel und den Verbrechern“ fernhalte.
Im September 2009 wurden drei weitere Videos ins Internet gestellt und durch IntelCenter an die Presse weitergegeben. In dem dritten Video („Sicherheit - ein geteiltes Schicksal“ mit dem Logo von Al Fajr Media) kündigte Harrach Attacken nach der Bundestagswahl 2009 an, falls diese kein Signal für einen Abzug deutscher Truppen aus Afghanistan bringen würde. „Entscheidet das deutsche Volk sich für den Krieg, hat es sein eigenes Urteil gefällt.“ Dann, so Harrach, werde der Dschihad nach Deutschland getragen. Er empfahl Muslimen im Namen von Al-Qaida, in den zwei Wochen nach den Wahlen in Deutschland von allem, was nicht lebensnotwendig ist, fernzubleiben und ihre Kinder in der Nähe zu behalten. Harrach zeigte in diesem Video sein unverdecktes Gesicht und eine „für den Anlass denkbar untypische Kleidung“ mit schwarzem Anzug und blauer Krawatte vor einem roten Vorhang, welche die taz an einen „braven Gymnasiast bei der Zeugnisvergabe“, andere an einen „Mafioso mit Anzug und Krawatte“ erinnerte. Mit Unverständnis reagierte die deutsche Öffentlichkeit auf Harrachs Ankündigung, ausgerechnet die Stadt Kiel verschonen zu wollen, eine Ausnahme, welche er mit dem Babynahrungsschwur „Dafür stehe ich mit meinem Namen“ bekräftigte. Harrach bedankte sich außerdem bei der Bundesregierung für die „schnelle Hilfe aus meiner Haft in Syrien“, sowie für Hilfe „nach meiner Schussverletzung in Hebron/Palästina“.
Im vierten Video unter dem Titel „Oh Allah, ich liebe dich, Teil 1“ propagierte er den Märtyrertod und pries die Vorteile des Heiligen Krieges. Im zweiten Teil der Ansprache empfahl er jungen Muslimen in Deutschland, sich dem bewaffneten Kampf anzuschließen.
Die Sicherheitsbehörden nahmen Harrachs Drohungen ernst, auf Flughäfen und Bahnhöfen wurden nach der Veröffentlichung der letzten Videos die Sicherheitsvorkehrungen verschärft.
Im November 2009 wurde ein 25-jähriger Stuttgarter, der die Videos im Internet verbreitet hatte, wegen Beihilfe zur Störung des öffentlichen Friedens durch Androhung von Straftaten zu sechs Monaten Haft verurteilt.